# Opper-Lausitzs voetbalkampioenschap (Midden-Duitsland)
Het Opper-Lausitzs voetbalkampioenschap  (Duits: Gauliga Oberlausitz) was een van de regionale voetbalcompetities van de Midden-Duitse voetbalbond, die bestond van 1911 tot 1933. De kampioen plaatste zich telkens voor de Midden-Duitse eindronde en maakte zo ook kans op de nationale eindronde. De competitie werd op 6 januari 1911 opgericht. Aangezien het seizoen toen al halverwege was werden er toen enkel vriendschappelijke wedstrijden gespeeld, een georganiseerde competitie kwam er later dat jaar. 
Van 1919 tot 1923 werd de competitie ondergebracht in de Kreisliga Nordwestsachsen, maar wel als tweede klasse. Geen enkele club slaagde erin om promotie af te dwingen. Vanaf 1923 werd de competitie terug zelfstandig als hoogste klasse als Gauliga Oberlausitz. 
In 1933 kwam de Nationaalsocialistische Duitse Arbeiderspartij aan de macht en werden de overkoepelende voetbalbonden en hun talloze onderverdelingen opgeheven om plaats te maken voor de nieuwe Gauliga. De clubs werden te zwak bevonden voor de Gauliga Sachsen, enkel Sportlust Zittau kon één seizoen promoveren later. 

## Erelijst
- 1912 FK Budissa Bautzen
- 1913 FK Budissa Bautzen
- 1914 FK Budissa Bautzen
- 1915 FK Budissa Bautzen
- 1916 Geen competitie
- 1917 FK Budissa Bautzen
- 1918 FK Budissa Bautzen
- 1919 Geen competitie
- 1924 Zittauer BC
- 1925 Zittauer BC
- 1926 VfB Kamenz
- 1927 Zittauer BC
- 1928 Zittauer BC
- 1929 Zittauer BC
- 1930 Zittauer BC
- 1931 SV Budissa Bautzen
- 1932 SV Budissa Bautzen
- 1933 BC Sportlust Zittau

### Seizoenen
| Club                          | /16 | Periode (1911-1915, 1916-1918, 1923-1933)             |
| ----------------------------- | --- | ----------------------------------------------------- |
| SV 1904 Budissa Bautzen       | 16  | 1911-1915, 1916-1918, 1923-1933                       |
| Zittauer BC                   | 14  | 1911-1912, 1913-1914, 1916-1918, 1923-1933            |
| BC Sportlust Zittau           | 10  | 1923-1933                                             |
| BV 1919 Sportlust Neugersdorf | 10  | 1923-1933                                             |
| SC 1911 Großröhrsdorf         | 9   | 1923-1929, 1930-1933                                  |
| Bischofswerdaer SV 08         | 9   | 1924-1933                                             |
| SpVgg 1908 Bautzen            | 8   | 1913-1914, 1916-1917, 1923-1924, 1925-1926, 1929-1933 |
| BC Reichenau                  | 6   | 1927-1933                                             |
| VfB Kamenz                    | 5   | 1925-1928, 1930-1932                                  |
| SV Löbau 1911                 | 4   | 1927-1931                                             |
| BC Ostritz                    | 4   | 1926-1930                                             |
| SpVgg Ebersbach               | 2   | 1931-1933                                             |
| VfB 1908 Bautzen              | 2   | 1911-1913                                             |
| SK 1909 Bautzen               | 2   | 1911-1913                                             |
| VfB Bautzen                   | 1   | 1932-1933                                             |
| SC Union Görlitz              | 1   | 1914-1915                                             |
| VfB Sebnitz                   | 1   | 1928-1929                                             |

1911/12 · 1912/13 · 1913/14 · 1914/15 · 1915/16 · 1916/17 · 1917/18 · 1923/24 · 1924/25 · 1925/26 · 1926/27 · 1927/28 · 1928/29 · 1929/30 · 1930/31 · 1931/32 · 1932/33